# Magdalena Mielcarz

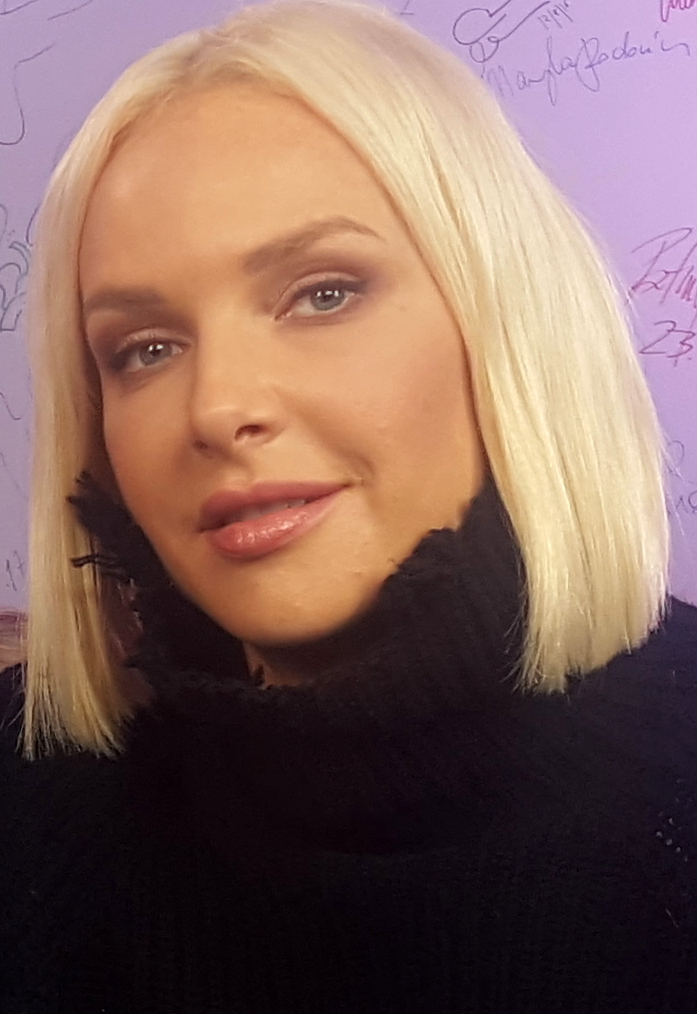
Magdalena Mielcarz (2017)

Magdalena „Magda“ Mielcarz (* 3. März 1978 in Warschau, Polen) ist eine polnische Schauspielerin und ein Model.

## Leben
Magdalena Mielcarz spielte ihre erste große Filmrolle in Quo Vadis des Regisseurs Jerzy Kawalerowicz. Sie war auf den Covern der Magazine Pani, Viva!, Elle und Cosmopolitan. Seit 2008 lebt sie in New York City, wo sie eine Schauspielausbildung absolviert.
2007 heiratete sie den US-amerikanischen Anwalt und Geschäftsmann Adrian Ashkenazy. Sie haben seit 2009 gemeinsam eine Tochter.

## Filmografie (Auswahl)
- 1989: Paziowie
- 2001: Quo vadis?
- 2003: Fanfan Tulipan
- 2004: Preis des Verlangens (Sotto falso nome)
- 2005: Solidarity. (Kurzfilm)
- 2007: Fałszerze – powrót Sfory
- 2008: Kierowca
- 2009: Taras Bulba
- 2009: Where Is Joel Baum?
- 2011: Och, Karol 2

### Fernsehen
- 2010: Top Model. Zostań modelką in TVN (polnische Version der Sendung America’s Next Top Model) – Moderatorin und Trainerin

## Agenturen
- Wilhelmina Models (New York City)
- Easternmodels (Warschau)